# Lizartza
Lizartza är en kommun i Spanien.Den ligger i Gipuzkoaprovinsen i den autonoma regionen Baskien i norra delen av landet, 300 km norr om huvudstaden Madrid. Antalet invånare är 667 (2024).